# 信长之野望·全国版
《信长之野望·全国版》是一款由光荣公司制作和发行的历史类战略游戏，为信长之野望系列的第二部作品。本作最初于1986年10月在家用电脑PC-8801平台发行，后移植至多个平台，包括FC游戏机、Mega Drive和超级任天堂等；1988年3月推出了紅白機版本，是光榮首度進軍家用主機平台的遊戲。
玩家可以从四个战役之中选择開局，在遊戲進行中，玩家需要收集资源来提升军事实力，進而统一日本全國。